# Индия на летних Олимпийских играх 1988
Индия принимала участие в Летних Олимпийских играх 1988 года в Сеуле (Республика Корея) в семнадцатый раз за свою историю, но не завоевала ни одной медали.

## Результаты соревнований

### Лёгкая атлетика
Женщины
| Дисциплина | Спортсмен                                               | Предварительный раунд | Предварительный раунд | Четвертьфиналы | Четвертьфиналы | Полуфиналы | Полуфиналы | Финал     | Финал |
| Дисциплина | Спортсмен                                               | Результат             | Место                 | Результат      | Место          | Результат  | Место      | Результат | Место |
| ---------- | ------------------------------------------------------- | --------------------- | --------------------- | -------------- | -------------- | ---------- | ---------- | --------- | ----- |
| 400 м      | А. К. М. Мерси                                          | 53,41                 | 26                    | 53,93          | 30             | —          | —          | —         | —     |
| 800 м      | Шайни Абрахам                                           | 2:03,26               | 18                    | —              | —              | —          | —          | —         | —     |
| 400 м с/б  | П. Т. Уша                                               | 59,55                 | 31                    | —              | —              | —          | —          | —         | —     |
| 4×400 м    | Вандана Рао А. К. М. Мерси М. Д. Валсамма Шайни Абрахам | 3:33,46               | 10                    | —              | —              | —          | —          | —         | —     |

### Теннис
Мужчины
| Соревнование     | Спортсмены                       | 1/32 финала                               | 1/16 финала                     | 1/8 финала                                       | 1/4 финала            | Полуфинал             | Финал                 | Место |
| Соревнование     | Спортсмены                       | Соперник Результат                        | Соперник Результат              | Соперник Результат                               | Соперник Результат    | Соперник Результат    | Соперник Результат    | Место |
| ---------------- | -------------------------------- | ----------------------------------------- | ------------------------------- | ------------------------------------------------ | --------------------- | --------------------- | --------------------- | ----- |
| одиночный разряд | Зишан Али                        | В. Кабальеро (PAR) В 6:3, 6:4, 6:2        | Я. Хласек (SUI) П 4:6, 5:7, 5:7 | Завершил выступление                             | Завершил выступление  | Завершил выступление  | Завершил выступление  | 17    |
| одиночный разряд | Виджай Амритрадж                 | А. Леконт (FRA) П 6:4, 4:6, 4:6, 6:3, 3:6 | Завершил выступление            | Завершил выступление                             | Завершил выступление  | Завершил выступление  | Завершил выступление  | 33    |
| парный разряд    | Ананд Амритрадж Виджай Амритрадж | Не проводится                             | Ким / Ю (KOR) В 6:3, 7:6, 6:2   | Мечирж / Шрейбер (TCH) П 6:4, 4:6, 6:4, 4:6, 2:6 | Завершили выступление | Завершили выступление | Завершили выступление | 9     |